# Campeonato da Europa de Atletismo de 2022 - Lançamento de martelo masculino
A prova do lançamento de martelo masculino do Campeonato da Europa de Atletismo de 2022 foi disputada nos dias  17 e 18 de agosto de 2022, no Estádio Olímpico de Munique, em Munique na Alemanha.

## Recordes
Antes desta competição, os recordes mundiais e do campeonato nesta prova eram os seguintes:
|                       | Nome         | Nacionalidade   | Distância | Local     | Data                 |
| --------------------- | ------------ | --------------- | --------- | --------- | -------------------- |
| Recorde mundial       | Yuriy Sedykh | União Soviética | 86m 74cm  | Estugarda | 30 de agosto de 1986 |
| Recorde europeu       | Yuriy Sedykh | União Soviética | 86m 74cm  | Estugarda | 30 de agosto de 1986 |
| Recorde do campeonato | Yuriy Sedykh | União Soviética | 86m 74cm  | Estugarda | 30 de agosto de 1986 |

## Medalhistas
| Ouro                   | Prata              | Bronze                 |
| Wojciech Nowicki (POL) | Bence Halász (HUN) | Eivind Henriksen (NOR) |

## Cronograma
Todos os horários são locais (UTC+2).
| Data         | Hora  | Evento       |
| ------------ | ----- | ------------ |
| 17 de agosto | 09:35 | Qualificação |
| 18 de agosto | 20:40 | Final        |

## Resultados

### Qualificação
Qualificação: Desempenho de 77.50 m (Q) ou os 12 melhores qualificados (q). 
| Posição | Grupo | Atleta                 | Nacionalidade | #1    | #2    | #3    | Resultados | Notas |
| ------- | ----- | ---------------------- | ------------- | ----- | ----- | ----- | ---------- | ----- |
| 1       | B     | Paweł Fajdek           | Polónia       | 75.78 | 79.76 |       | 79.76      | Q     |
| 2       | A     | Wojciech Nowicki       | Polónia       | 78.78 |       |       | 78.78      | Q     |
| 3       | B     | Mykhaylo Kokhan        | Ucrânia       | 75.08 | 75.48 | 77.85 | 77.85      | Q     |
| 4       | B     | Bence Halász           | Hungria       | 77.72 |       |       | 77.72      | Q     |
| 5       | B     | Eivind Henriksen       | Noruega       | 77.27 | x     | –     | 77.27      | q     |
| 6       | A     | Quentin Bigot          | França        | 77.22 | 77.11 | –     | 77.22      | q     |
| 7       | A     | Hilmar Örn Jónsson     | Islândia      | x     | 72.87 | 76.33 | 76.33      | q,    |
| 8       | B     | Christos Frantzeskakis | Grécia        | 76.33 | x     | –     | 76.33      | q     |
| 9       | B     | Nick Miller            | Reino Unido   | 72.67 | 76.09 | –     | 76.09      | q     |
| 10      | A     | Ragnar Carlsson        | Suécia        | 74.65 | x     | 73.72 | 74.65      | q     |
| 11      | B     | Serghei Marghiev       | Moldávia      | 74.26 | 73.92 | 73.46 | 74.26      | q     |
| 12      | A     | Javier Cienfuegos      | Espanha       | x     | 73.26 | 71.91 | 73.26      | q     |
| 13      | B     | Marcin Wrotyński       | Polónia       | 71.86 | x     | 68.03 | 71.86      |       |
| 14      | A     | Dániel Rába            | Hungria       | 70.32 | 71.59 | 71.14 | 71.59      |       |
| 15      | A     | Henri Liipola          | Finlândia     | x     | 71.55 | 71.32 | 71.55      |       |
| 16      | B     | Tuomas Seppänen        | Finlândia     | 71.24 | 70.70 | 68.90 | 71.24      |       |
| 17      | A     | Mykhailo Havryliuk     | Ucrânia       | 70.50 | 71.14 | x     | 71.14      |       |
| 18      | A     | Aaron Kangas           | Finlândia     | 71.08 | x     | 67.60 | 71.08      |       |
| 19      | A     | Mihail Anastasakis     | Grécia        | 70.49 | 70.84 | x     | 70.84      |       |
| 20      | B     | Jean-Baptiste Bruxelle | França        | x     | 70.79 | 69.81 | 70.79      |       |
| 21      | B     | Alexandros Poursanidis | Chipre        | x     | 66.70 | 70.56 | 70.56      |       |
| 22      | A     | Özkan Baltacı          | Turquia       | 67.84 | 70.34 | x     | 70.34      |       |
| 23      | B     | Denzel Comenentia      | Países Baixos | x     | 68.89 | x     | 68.89      |       |
| 24      | A     | Thomas Mardal          | Noruega       | x     | 68.55 | 68.56 | 68.56      |       |
| 25      | A     | Yann Chaussinand       | França        | x     | x     | x     | NM         |       |
| 25      | A     | Krisztián Pars         | Hungria       | x     | x     | x     | NM         |       |

### Final
A final ocorreu no dia 18 de agosto às 20:40.
| Posição           | Atleta                 | Nacionalidade | #1    | #2    | #3    | #4    | #5    | #6    | Resultados | Notas                |
| ----------------- | ---------------------- | ------------- | ----- | ----- | ----- | ----- | ----- | ----- | ---------- | -------------------- |
| Medalha de ouro   | Wojciech Nowicki       | Polónia       | 78.95 | 80.90 | 80.91 | 80.66 | 82.00 | x     | 82.00      | Melhor marca do ano  |
| Medalha de prata  | Bence Halász           | Hungria       | 78.20 | 78.26 | 80.92 | x     | 78.46 | x     | 80.92      | Recorde pessoal      |
| Medalha de bronze | Eivind Henriksen       | Noruega       | x     | 77.60 | x     | 79.45 | 78.18 | 77.88 | 79.45      |                      |
| 4                 | Paweł Fajdek           | Polónia       | x     | x     | 78.43 | 78.49 | 79.03 | 79.15 | 79.15      |                      |
| 5                 | Mykhaylo Kokhan        | Ucrânia       | 78.48 | x     | 77.09 | x     | x     | x     | 78.48      |                      |
| 6                 | Christos Frantzeskakis | Grécia        | 71.76 | 75.79 | 76.92 | 74.84 | x     | 78.20 | 78.20      | Recorde pessoal      |
| 7                 | Quentin Bigot          | França        | 75.23 | x     | x     | 75.48 | 76.67 | 77.48 | 77.48      |                      |
| 8                 | Nick Miller            | Reino Unido   | 75.92 | 75.89 | x     | x     | 75.35 | 77.29 | 77.29      | Recorde da temporada |
| 9                 | Ragnar Carlsson        | Suécia        | x     | 69.51 | 74.00 |       |       |       | 74.00      |                      |
| 10                | Serghei Marghiev       | Moldávia      | 73.89 | 72.88 | 73.75 |       |       |       | 73.89      |                      |
| 11                | Javier Cienfuegos      | Espanha       | 71.96 | 72.18 | 73.06 |       |       |       | 73.06      |                      |
| 12                | Hilmar Örn Jónsson     | Islândia      | x     | 70.03 | x     |       |       |       | 70.03      |                      |

Legenda
| Recorde mundial       | Recorde mundial (World record)               |                       | Recorde africano                      | Recorde africano (African) |                                           | Q | Classificado por posição (Qualified) |
| Recorde do campeonato | Recorde do campeonato (Championship record)  | Recorde da América    | Recorde da América (Americas)         | q                          | Classificado por melhor tempo (Qualified) |   |                                      |
| Melhor marca do ano   | Melhor marca do ano (World leading)          | Recorde asiático      | Recorde asiático (Asian)              | DNS                        | Não largou (Did not start)                |   |                                      |
| Recorde nacional      | Recorde nacional (National record)           | Recorde europeu       | Recorde europeu (European)            | DNF                        | Não terminou (Did not finish)             |   |                                      |
| Recorde pessoal       | Recorde pessoal do atleta (Personal best)    | Recorde da Oceania    | Recorde da Oceania (Oceania)          | DSQ / DQ                   | Desclassificado (Disqualified)            |   |                                      |
| Recorde da temporada  | Recorde da temporada do atleta (Season best) | Recorde sul-americano | Recorde sul-americano (South America) | NM                         | Sem marca (No mark)                       |   |                                      |